# John M. Loh

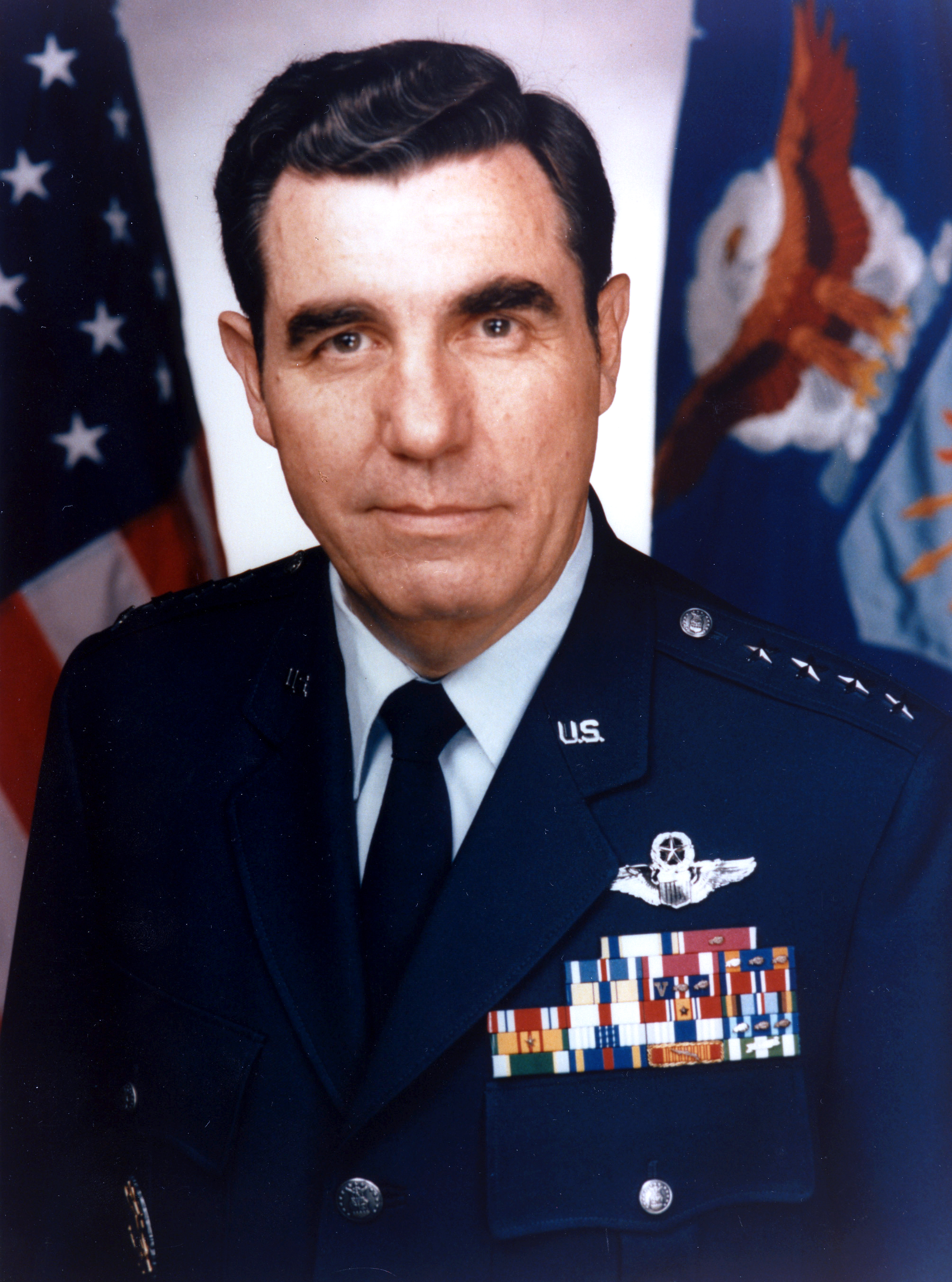
General John Michael Loh

John Michael Loh (* 14. März 1938 in Washington, D.C.) ist ein ehemaliger US-amerikanischer Offizier der US Air Force, der unter anderem als General zwischen 1990 und 1991 Vize-Chef des Generalstabes der US Air Force (Vice Chief of Staff of the Air Force) war. Er war von September bis Oktober 1990 kommissarischer Chef des Generalstabes der US Air Force (Chief of Staff of the Air Force), nachdem der 13. Chef des Generalstabes, General Michael J. Dugan, nach nur 79 Tagen Amtszeit von Verteidigungsminister Dick Cheney entlassen wurde. Zuletzt war er von 1991 bis 1992 letzter Kommandierender General des Taktischen Luftkommandos (Tactical Air Command) sowie zwischen 1992 und 1995 erster Kommandierender General des neu aufgestellten Luftkampfkommandos (Air Combat Command).
Er war Kampfpilot mit mehr als 4.300 Flugstunden, die er auf Flugzeugtypen wie Vought A-7 II „Corsair“, McDonnell F-4C, F-4D und F-4E „Phantom“, Convair F-102 „Delta Dagger“ und Lockheed F-104 „Starfighter“ absolvierte, und hat 204 Kampfeinsätze im Vietnamkrieg geflogen.

## Leben

### Ausbildung und Verwendungen als Offizier

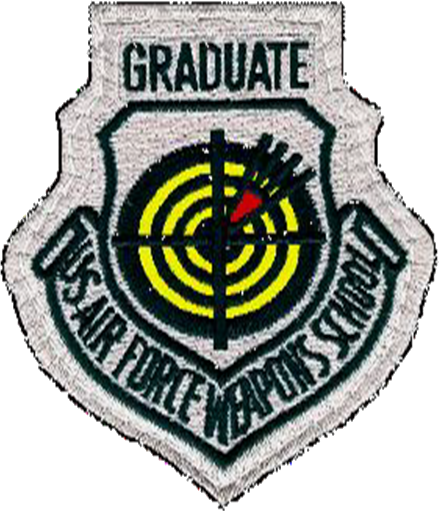
Loh war 1966 Absolvent der Air Force Fighter Weapons School.

John Michael Loh begann nach dem Besuch der Gonzaga College High School in Washington, D.C. eine Offiziersausbildung und ein Studium der Ingenieurwissenschaften an der US Air Force Academy in Colorado Springs, die er 1960 mit einem Bachelor of Science (B.S. Engineering Science) beendete. Am 8. Juni 1960 wurde er zum Leutnant (Second Lieutenant) befördert und absolvierte von Juni 1960 bis 1961 eine Vorauswahl für die Pilotenausbildung auf dem Militärflugplatz Bainbridge Air Force Base, woraufhin sich zwischen Januar und Oktober 1961 eine Piloten-Grundausbildung auf der Craig Air Force Base anschloss. Er erhielt von Oktober 1961 bis Juli 1962 eine Ausbildung zum Abfangjäger-Piloten auf der Perrin Air Force Base und wurde dort am 8. Dezember 1961 auch zum Oberleutnant (First Lieutenant) befördert. Im Anschluss war er unter anderem zwischen Juli 1962 und Juni 1963 als Pilot bei der 76. Abfangjägerstaffel (76th Fighter Interceptor Squadron) auf der Westover Air Force Base eingesetzt, erhielt am 8. Dezember 1964 seine Beförderung zum Hauptmann (Captain) und war von September 1965 bis April 1966 Pilot beim 33. Taktischen Kampfgeschwader (33rd Tactical Fighter Wing) auf dem Luftwaffenstützpunkt Eglin Air Force Base. 
Nachdem er 1966 die Air Force Fighter Weapons School auf der Nellis Air Force Base besucht hatte, kehrte er zur Eglin Air Force Base zurück und war zwischen April 1966 und Juli 1967 Pilot beim dortigen 40. Taktischen Kampfgeschwader (40th Tactical Fighter Squadron). Im Anschluss war er von Juli 1967 bis Oktober 1968 Testpilot bei der Air Force Test Pilot School auf der Edwards Air Force Base und wurde im Anschluss zwischen Oktober 1968 und November 1969 als Pilot zur 389. Taktischen Kampfstaffel (389th Tactical Fighter Squadron) des 366. Taktischen Kampfgeschwaders (366th Tactical Fighter Wing) auf die Da Nang Air Base nach Südvietnam versetzt. Er flog 204 Kampfeinsätze im Vietnamkrieg und wurde mit dem Distinguished Flying Cross ausgezeichnet.

### Stabsoffizier

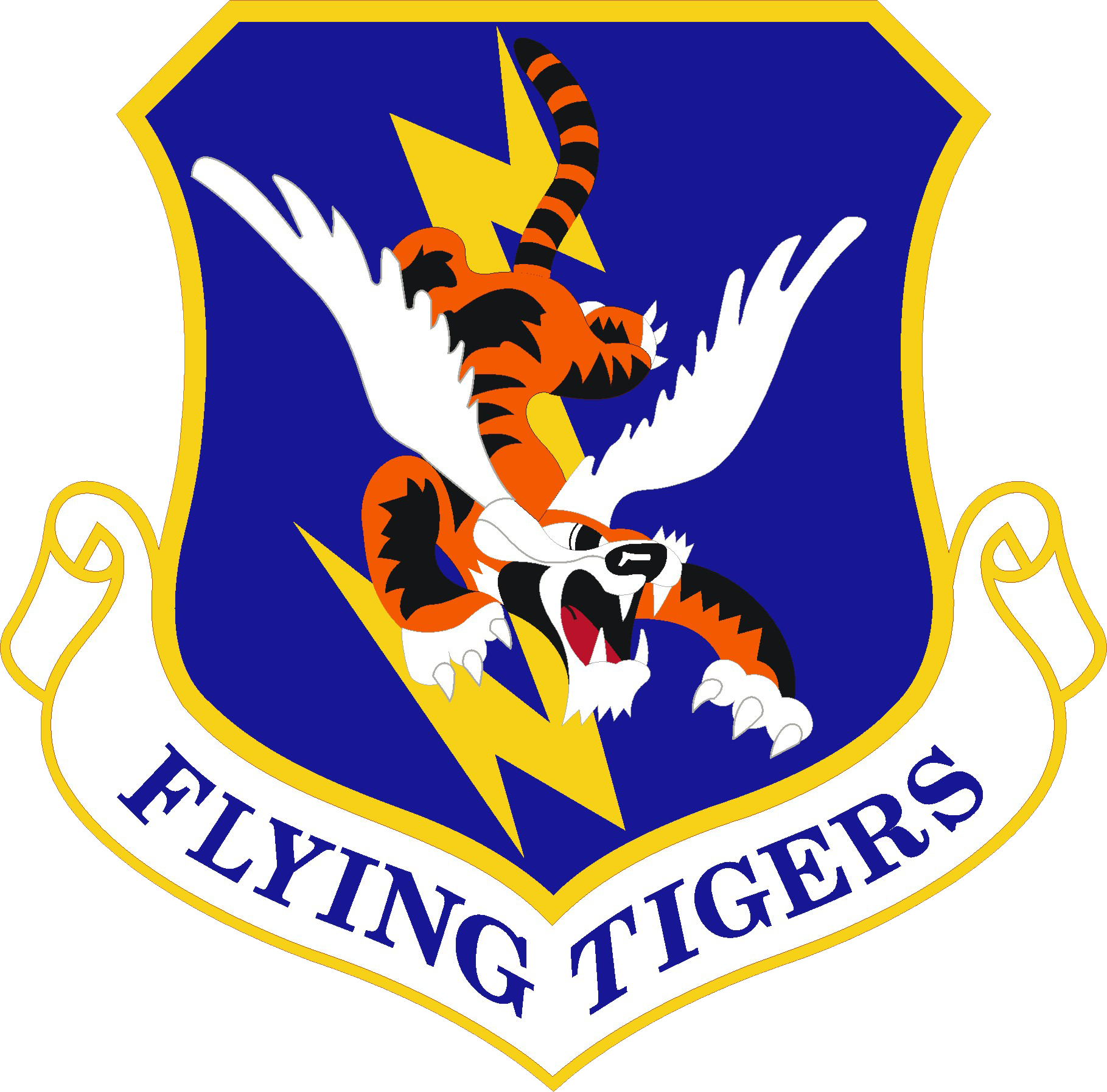
Loh fand zwischen 1978 und 1981 verschiedene Verwendungen im 23. Taktischen Luftgeschwader (23rd Tactical Fighter Wing).

Nach seiner Rückkehr fand Loh zwischen November 1969 und Mai 1972 im Hauptquartier der US Air Force Verwendung als Referent in der Kampfflugzeugabteilung des Direktorats für operative Anforderungen im Büro des stellvertretenden Chefs des Generalstabes für Forschung und Entwicklung (Deputy Chief of Staff, Research and Development) und erhielt in dieser Verwendung am 1. September 1970 auch seine Beförderung zum Major. Im Juni 1972 begann er ein postgraduales Studium der Luft- und Raumfahrttechnik am Massachusetts Institute of Technology (MIT), welches er im August 1973 mit einem Master of Science (M.S. Aeronautical Engineering) beendete. Für sein Studium erhielt er ein Stipendium der Daedalian Fellowship und wurde für seine Leistungen 1972 auch mit dem Air Force Research and Development Award ausgezeichnet. Anschließend war er von August 1973 bis Januar 1975 zunächst Programmmanager für die General Dynamics F-16 „Fighting Falcon“ / Northrop YF-17 „Cobra“ sowie zwischen Januar 1975 und Juli 1977 Projektdirektor für das F-16-Programm der Abteilung für Luftfahrtsysteme (Aeronautical Systems Division) der US Air Force auf der Wright-Patterson Air Force Base und wurde dort am 1. Mai 1974 auch zum Oberstleutnant (Lieutenant Colonel) befördert. 
Nachdem John M. Loh von August 1977 bis Juni 1978 das USAF Air War College auf der Maxwell Air Force Base absolviert hatte, übernahm er zwischen Juni 1978 und Juli 1978 den Posten als assistierender stellvertretender Kommandeur sowie anschließend von Juli 1979 bis September 1980 als stellvertretender Kommandeur für Operationen des 23. Taktischen Luftgeschwaders (23rd Tactical Fighter Wing) auf der England Air Force Base, ehe er zuletzt zwischen Oktober 1980 und April 1981 Vize-Kommandeur des 23rd Tactical Fighter Wing. In dieser Zeit wurde er am 1. Mai 1979 auch zum Oberst (Colonel) befördert. Daraufhin wechselte er zum Hauptquartier des Taktischen Lufkommando (Headquarters Tactical Air Command) auf der Langley Air Force Base und war dort zwischen April 1981 und April 1983 erst assistierender stellvertretender Chef des Stabes für Anforderungen (Assistant Deputy Chief of Staff for Requirements) sowie danach von April 1983 bis Juli 1984 assistierender stellvertretender Chef des Stabes für Operationen (Assistant Deputy Chief of Staff for Operations).

### Aufstieg zum General der US Air Force
Am 1. Juni 1984 wurde Lohn zum Brigadegeneral (Brigadier General) befördert und fungierte anschließend zwischen Juli 1984 und Juli 1985 als stellvertretender Chef des Stabes für Anforderungen (Deputy Chief of Staff for Requirements) des Taktischen Luftkommandos auf der Langley Air Force Base. Im Anschluss wechselte er zum Hauptquartier der US Air Force nach Washington, D.C., und war dort von August 1985 bis Juli 1987 Direktor für operative Anforderungen im Büro des stellvertretender Chefs des Generalstabes für Forschung, Entwicklung und Akquise (Deputy Chief of Staff for Research, Development and Acquisition), wobei er in dieser Funktion am 1. Oktober 1985 auch zum Generalmajor (Major General) befördert wurde. Er war daraufhin zwischen Juli 1987 und Juli 1988 Vize-Kommandeur der Aeronautical Systems Division der US Air Force auf der Wright-Patterson Air Force Base. Nach seiner Beförderung zum Generalleutnant (Lieutenant General) am 1. August 1988 übernahm er von August 1988 bis Juni 1990 den Posten als Kommandeur der Aeronautical Systems Division der US Air Force auf der Wright-Patterson Air Force Base. 1989 wurde er mit dem „Eugene M. Zuckert“-Senior Management Award der US Air Force ausgezeichnet.
John M. Loh wurde am 1. Juni 1990 zum General befördert und löste daraufhin General Monroe W. Hatch, Jr. am 4. Juni 1990 als Vize-Chef des Generalstabes der US Air Force (Vice Chief of Staff of the Air Force) ab. Er hatte dieses Amt bis zum 1. April 1991 inne, woraufhin General Michael P. C. Carns am 16. Mai 1991 die Nachfolge antrat. Er war vom 18. September bis zum 29. Oktober 1990 kommissarischer Chef des Generalstabes der US Air Force (Acting Chief of Staff of the Air Force), nachdem der 13. Chef des Generalstabes, General Michael J. Dugan, nach nur 79 Tagen Amtszeit von Verteidigungsminister Dick Cheney entlassen wurde. 
Danach war er als Nachfolger von General Robert D. Russ von 1991 bis 1992 letzter Kommandierender General des Taktischen Luftkommandos (Tactical Air Command). Nach der Zusammenlegung des Tactical Air Command mit dem Strategischen Luftkommando (Strategic Air Command) wurde er schließlich am 1. Juni 1992 erster Kommandierender General des neu aufgestellten Luftkampfkommandos (Air Combat Command). Sein Kommando auf der Langley Air Force Base umfasst mehr als 3.400 Flugzeuge und 174.000 aktive militärische und zivile Mitarbeiter in 45 großen Stützpunkten in den USA und Panama und ist dort zudem für die Ausbildung, Ausrüstung und Aufrechterhaltung der Kampfbereitschaft aller aktiven Kampfgeschwader und Staffeln der Air National Guard und des Air Force Reserve Command verantwortlich. Er verblieb auf diesem Posten bis zu seinem Eintritt in den Ruhestand und wurde am 23. Juni 1995 von General Joseph W. Ralston abgelöst. Bei seinem Ausscheiden aus dem aktiven Dienst wurde er mit der Air Force Distinguished Service Medal geehrt.
Er war Kampfpilot mit mehr als 4.300 Flugstunden, die er auf Flugzeugtypen wie Vought A-7 II „Corsair“, McDonnell F-4C, F-4D und F-4E „Phantom“, Convair F-102 „Delta Dagger“ und Lockheed F-104 „Starfighter“ absolvierte.

## Auszeichnungen
Auswahl der Dekorationen, sortiert in Anlehnung der Order of Precedence of Military Awards:
- Air Force Distinguished Service Medal
- Legion of Merit (2 ×)
- Distinguished Flying Cross